# Willies (Nord)
Willies település Franciaországban, Nord megyében. Lakosainak száma 128 fő (2022. január 1.). Willies Felleries, Clairfayts, Eppe-Sauvage, Liessies és Trélon községekkel határos.

## Népesség
A település népessége az elmúlt években az alábbi módon változott:
| Lakosok száma | 159  | 155  | 158  | 148  | 142  | 136  | 133  | 131  | 128  |
|               | 2013 | 2015 | 2016 | 2017 | 2018 | 2019 | 2020 | 2021 | 2022 |